# Рубцов, Нестор Гаврилович
Нестор Гаврилович Рубцов (1799—1874) — русский путешественники картограф, полковник. Участник первой русской экспедиции в Бразилию.

## Биография
Родился в Санкт-Петербурге в октябре 1799 года в семье шкипера. 
Учился в школе при Главном гребном порте, затем в Балтийском штурманском училище. Был выпущен из училища в мае 1818 года штурманским помощником унтер-офицерского чина с правом на XIV класс служил в Балтийском флоте штурманским помощником в чине унтер-офицера. Его способности были замечены и он был рекомендован В. М. Головниным Г. И. Лангсдорфу в состав экспедиции в Бразилию. Он отвечал за астрономические наблюдения и за составление карт и планов. Рубцов стал ближайшим помощником Лангсдорфа и помогал ему в руководстве экспедицией.
Рубцов первым в мире картировал территорию Бразилии от Рио-де-Жанейро до Белена в устье Амазонки. После возвращения в Россию в конце 1829 — начале 1830 гг. он представил в картографическое депо морского министерства подготовленные им генеральную карту и 27 карт отдельных маршрутов экспедиции Лангсдорфа, составивших в целом около 16 тыс. км, а также 8 выполненных в цвете планов бразильских населенных пунктов.  
В 1828 году Рубцов проходит от реки Куябы на север до реки Аринус, далее до реки Журуа (3280 км), и спускается по Амазонке. Это 1 (первое) пересечение по меридиану западной части Бразильского плоскогорья европейцем. Преодолено 20 порогов и водопадов, проведено 1 (первое) исследование реки Тапажос (2000 км).  
После бразильского путешествия он почти безвыездно жил в Санкт-Петербурге. В 1837—1860 годах заведовал архивом Гидрографического департамента Морского министерства. 
Умер в Санкт-Петербурге 1 (13) июня 1874 года. Похоронен на Митрофаниевском кладбище.

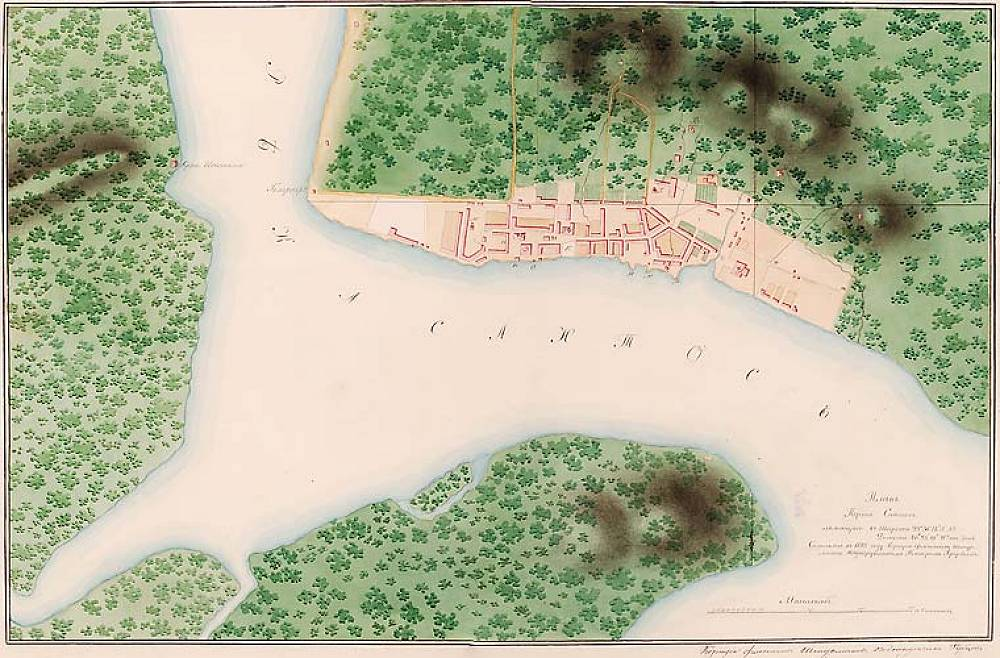
Фрагмент карты Порт Сантос

## Карты
Коллекция карт Н. Г. Рубцова находится в Центральном военно-морском архиве. 
Более 130 лет карты Рубцова считались утраченными, но в начале 1960-х годов были обнаружены, а в 2010 году опубликованы и представлены на российско-бразильской выставке «Экспедиция Лангсдорфа» в Сан-Паулу, Бразилиа и Рио-де-Жанейро. 